# Molly Kool

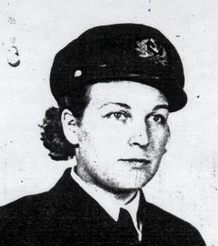
Myrtle „Molly“ Kool (1937)

Molly Kool, eigentlich Myrtle Kool (* 23. Februar 1916 in Alma, New Brunswick; † 25. Februar 2009 in Bangor, Maine), war eine kanadisch-US-amerikanische Kapitänin. Sie war die erste nordamerikanische und weltweit nach Anna Schtschetinina die zweite Frau, die ein Kapitänspatent erwarb.

## Leben
Myrtle Kool war die Tochter des Kapitäns Paul Kool und seiner Frau Myrtle Kool, geborene Anderson. Sie hatte drei Schwestern und einen Bruder. Ihr Vater war ein niederländischer Seemann, der sich 1912 in New Brunswick niedergelassen und eine einheimische Frau geheiratet hatte. Er baute einen Leichter für den Verkehr und Warentransport zwischen den Schiffen, die auf Reede lagen und der Küste. Er nannte ihn nach seiner ältesten Tochter Jean K.
Kool zeigte früh Interesse für die Arbeit auf dem Küstenfrachter. Nachdem sie in den 1930er Jahren die Highschool abgeschlossen hatte und es schwierig war, in den Zeiten der Great Depression Arbeit zu finden, half sie ihrem Vater bei der Reparatur der Segel und kochte die Mahlzeiten an Bord, doch sie interessierte sich auch für Navigation und Schiffsführung. Das Segelrevier erstreckte sich entlang der Küste Maines von der Bay of Fundy, die einen Tidenhub von bis zu 21 m und eine sehr schroffe Küstenlinie hat, bis hinab nach Boston. Mit der Unterstützung ihrer Familie besuchte sie im Alter von 21 Jahren das Marine Institute der Memorial University of Newfoundland in St. John’s, Neufundland. Dort erwarb sie ein Steuermannspatent und kehrte auf die Jean K. zurück.
Zunächst musste sie sich bei den Männern, die fortan unter ihr arbeiten sollten, durchsetzen. Doch bereits nach kurzer Zeit konnte sie sich deren Respekt erarbeiten. Im Alter von 23 Jahren legte sie am Merchant Marine Institute in Yarmouth, Nova Scotia, die Prüfung zum Kapitänspatent für die Küstenschifffahrt ab. Mehrere Tests und eine umfangreiche Prüfung durch zwei erfahrene Kapitäne über die unterschiedlichen Häfen sollten sicherstellen, dass sie für diesen Beruf qualifiziert war. Kool absolvierte die Prüfung mit Bravour und erhielt ihr Kapitänspatent. Das Telegramm, das sie nach der Prüfung nach Hause schickte, lautete:

“Call me Captain from now on.”

„Nennt mich von nun an Kapitän.“

Myrtle Kool änderte ihren Namen zu Molly Kool. Genannt wurde sie später zumeist Captain Molly. Nachdem sie das Kapitänspatent erworben hatte, übernahm sie das Schiff ihres Vaters, die Jean K., und arbeitete die nächsten fünf Jahre in der Küstenschifffahrt. Ihr Vater blieb als Steuermann an Bord, bis er sich zur Ruhe setzte. In diesen fünf Jahren unter ihrem Kommando erlebte ihr Schiff drei Havarien. So versuchte der norwegische Kapitän Gunderson sie von ihrem Liegeplatz am Kai in Moncton zu verdrängen. Dabei rammte er ihr Schiff und durchtrennte die Leinen. Die Jean K. trieb manövrierunfähig ab und Captain Molly befahl ihren Männern, das Schiff zu verlassen, da sie wegen der starken Strömungen fürchtete, es könnte an einem Brückenpfeiler zerschellen. Gunderson wollte das Schiff retten und schickte seine Mannschaft an Bord, doch es konnte kein Anker gesetzt werden. Das Schiff strandete auf einer Sandbank. Molly Kool verklagte zusammen mit ihrem Vater Gunderson, der Schadenersatz leisten musste.
Bei einer Kollision in dichtem Nebel mit einem Dampfer ging Molly über Bord. Sie konnte sich an einem treibenden Stück Holz festhalten und den Schiffsschrauben des Dampfers entgehen, die sie unter Wasser gezogen hätten. Als nun die Passagiere des Dampfers ihr Rettungsmittel zuwarfen, rief sie, sie schwämme bereits, man möge ihr ein Boot schicken.
Im fünften Jahr ihres Kommandos fing die Jean K. bei einer Treibstoffexplosion Feuer und wurde erheblich beschädigt. Eigentlich hatte Molly Kool geplant, nach Abschluss der Reparaturarbeiten das Schiff wieder zu führen, doch im Zusammenhang mit ihrer Hochzeit blieb sie an Land. Die Jean K. wurde von ihrem Bruder übernommen.
Molly erregte als Kapitänin die Aufmerksamkeit der Medien in den 1940er Jahren. Diese verfolgten ihre Karriere und berichteten regelmäßig. Sie wurde in der Radiosendung Ripley’s Believe It Or Not Radioshow interviewt.
Sie heiratete im Jahr 1944 Ray Blaisdell und zog von New Brunswick zu ihm nach Bucksport und verkaufte eine Zeit lang Singer-Nähmaschinen. Sie lebten 20 Jahre bis zu seinem Tod zusammen. Danach heiratete sie John Carney, der ihr ein Boot kaufte, das er Molly Kool nannte. Sie starb am 25. Februar 2009 in einem Seniorenheim in Bangor.
Entsprechend ihrem letzten Wunsch, ein Seebegräbnis zu erhalten, wurde ihre Asche vor ihrem Geburtsort Alma in der Fundy Bay verstreut.
Die Kanadische Küstenwache benannte im Jahr 2018 den Eisbrecher CCGS Captain Molly Kool nach ihr.